# 道の駅だいとう
道の駅だいとう（みちのえきだいとう）は、岩手県一関市にある国道343号の道の駅である。

## 概要
一関市4か所の道の駅で、国道343号の渋民バイパス沿いに整備している。当初2024年（令和6年）10月にオープン予定だったが、2025年（令和7年）4月に延期された。

## 歴史

### 開業までの経緯
道の駅だいとうが整備されるに至ったのは、2016年（平成28年）に一関市大東地域（旧大東町）の団体より要望を受けたのが始まりである。2016年（平成28年）2月、地域特産物直売組合（産直ふるさと大東）や大東観光物産協議会、大東地域6地区の地域協働体は、大東町渋民（しぶたみ）地区に整備される国道343号渋民バイパスの沿線に道の駅を設けるよう、一関市に要望書を提出した。
設置場所に定めた大東町渋民地区は、大東地域の中央部にあたり、東西を大原地区と猿沢地区、南北を摺沢地区と興田地区に挟まれている。中央部に位置し、各地区を結ぶ中継地としての役割をもつことから、一関北消防署や大東保健センターといった大東地域の主要施設が立地している。

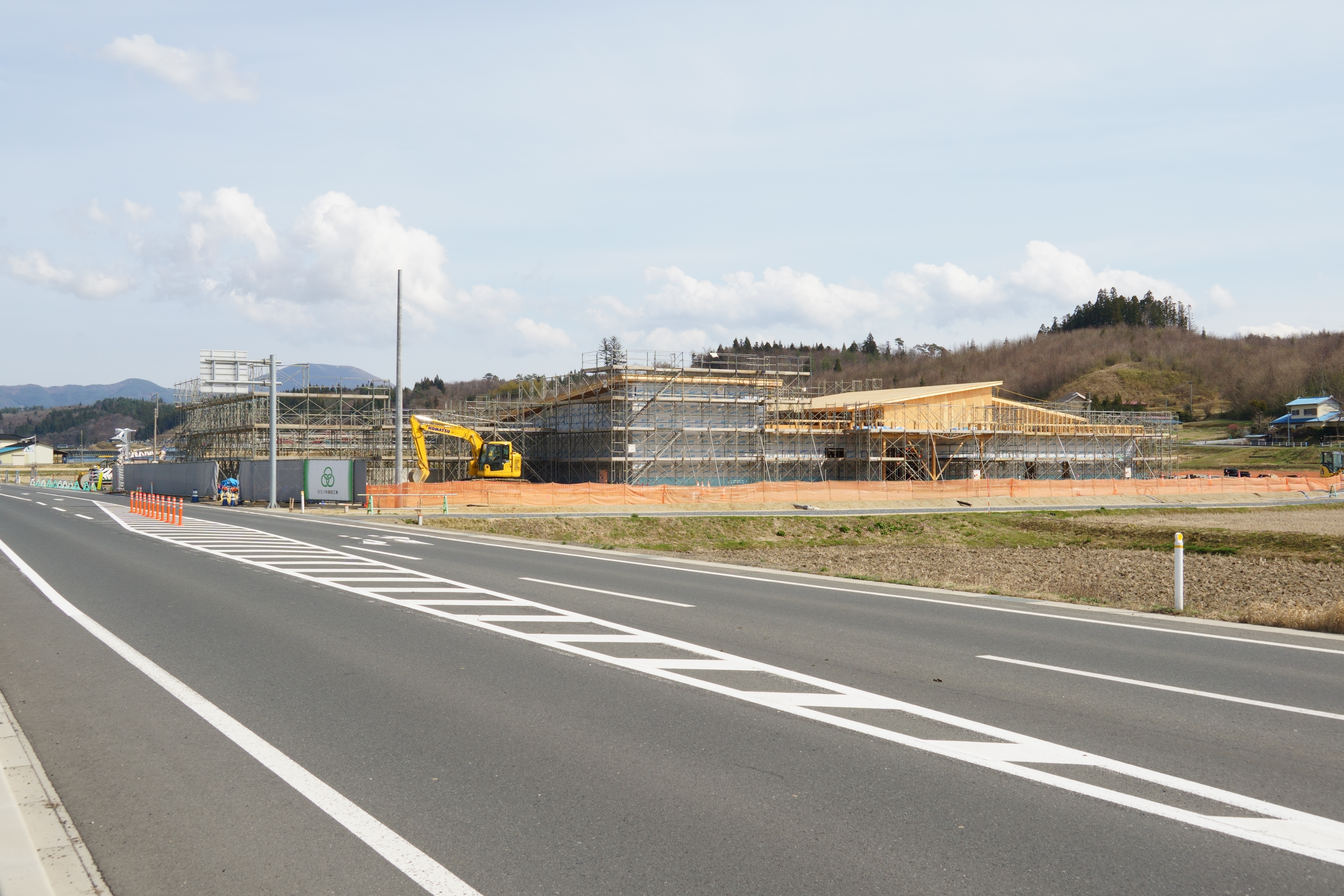
建設段階（西からのぞむ）。2024年4月撮影。

### 年表
- 2016年（平成28年）2月 - 大東地域の団体が、道の駅設置の要望書を提出[7]。
- 2018年（平成30年）3月 - 大東地域道の駅整備検討委員会が結成[7][10]。
- 2020年（令和2年）10月 - 施設整備の基本構想および基本計画を策定[7]。
- 2023年（令和5年）
  - 1月 - 敷地の造成工事に着手[10]。
  - 敷地の造成工事が完了[10][14]。
  - 6月22日 - 名称および愛称を選定[4][15]。
  - 10月2日 - 施設の建設工事に着手[16]。
- 2024年（令和6年）12月13日 - 一関市議会において、指定管理者を「大東産地直売協同組合」に決定[17][18]。
- 2025年（令和7年）
  - 1月31日 - 国土交通省より道の駅第62回登録において、「道の駅だいとう」として登録[2][6]。
  - 4月17日 - 開駅[3]。

## 施設
- 駐車場 72台
- トイレ 26器
- 情報提供・休憩施設
- 情報提供・交流スペース
- 観光案内所
- ベビーコーナー
- 非常用電源
- 備蓄倉庫
- 貯水槽
- マンホールトイレ
- 公衆無線LAN
- 物販施設
- 飲食施設
- キッズスペース
- 集会室
- イベント広場
- オープンテラス

出典：

## アクセス
- 国道343号 - 登録路線
- 大東町摺沢地区から国道343号（国道456号）経由で約5分
- 大東町大原地区から国道343号経由で約7分
- 大東町猿沢地区から国道343号経由で約5分

## 周辺
- 砂鉄川
- 一関市消防本部一関北消防署
- 一関市立渋民保育園